# Adam Darski

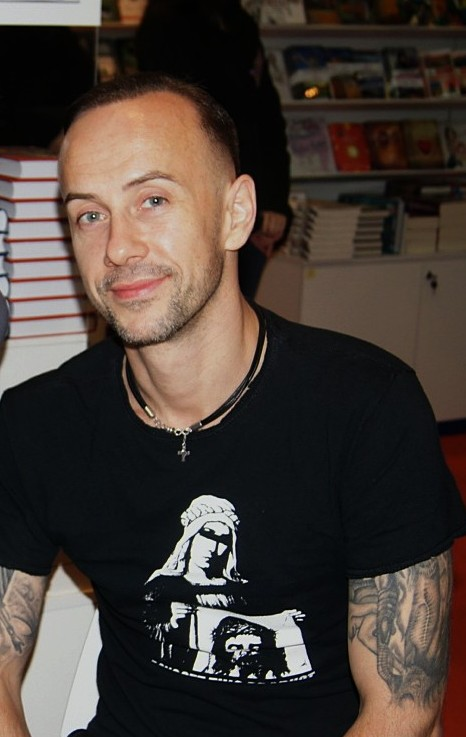

Adam "Nergal" Michał Darski, född 10 juni 1977 i Gdynia, Polen, är sångare i death/black metal-bandet Behemoth. Vid fjorton års ålder, 1991, bildade Darski bandet tillsammans med trummisen Adam "Baal" Muraszko och gitarristen Leszek "Les" Dziegielwski och är sedan dess bandets sångare, låtskrivare och frontman. Behemoths debutalbum Sventevith (Storming Near the Baltic) gavs ut 1995. Nergal har även medverkat i flera andra band, bland annat det amerikanska death metal-bandet Nile och som basist i bandet Damnation, där Les Dziegielwski är sångare och gitarrist, på albumet Rebel Souls 1996. Han deltog också som sångare på Vaders album Revelations 2002. Under bandnamnet Me And That Man släppte Nergal tillsammans med den brittisk/polska musikern John Porter albumet "Songs Of Love And Death" 24 mars 2017. Från albumet gjordes också videor till låtarna My Church Is Black, Ain't Much Loving och Cross My Heart And Hope To Die.
Nergal fick diagnosen leukemi under 2010. Han genomgick behandling och fick så småningom en benmärgstransplantation, och överlevde cancern. Darski gjorde comeback då han gästade Fields of the Nephilim på deras spelning i Katowice maj 2011. När han då hade sjungit texten; "New body, new blood" såg han det som en symbol för att han skulle överleva cancern. 
2012 gav Darski ut den självbiografiska Spowiedź heretyka. Sacrum Profanum och tre år senare kom boken ut på engelska under namnet Confessions of a heretic.
"Nergal", Adam Darskis artistnamn, var i den mesopotamiska mytologin en underjordens gud.

## Diskografi

### Med Behemoth
- 1992 – Endless Damnation demo
- 1993 – The Return of the Northern Moon demo
- 1994 – ...From the Pagan Vastlands demo
- 1994 – And the Forests Dream Eternally EP
- 1995 – Sventevith (Storming Near the Baltic) CD
- 1996 – Grom CD
- 1997 – Bewitching the Pomerania EP
- 1997 – Pandemonic Incantations CD
- 1999 – Satanica CD
- 2000 – Thelema.6 CD
- 2001 – Antichristian Phenomenon EP
- 2002 – Zos Kia Cultus (Here and Beyond) CD
- 2003 – Conjuration EP
- 2004 – Demigod CD
- 2006 – Demonica samlingsalbum
- 2006 – Slaves Shall Serve
- 2007 – The Apostasy CD
- 2009 – Evangelion (CD)
- 2014 – The Satanist
- 2018 – I Loved You at Your Darkest
- 2022 – Opvs Contra Natvram

### Med Damnation
- 1998 – Coronation (EP)
- 2003 – Resurrection of Azarath (Kompilering)

### Med Wolverine
- 2000 – Million Hells (Demo)

### Med Voodoo Gods
- 2008 – Shrunken Head (EP)

### Med Helevorn
- 2013 – United in Dark Slavic Blood (Split)

### Med Me And That Man
- 2017 – Songs Of Love And Death
- 2020 – New Man, New Songs, Same Shit: Vol. 1
- 2021 – New Man, New Songs, Same Shit: Vol. 2

### Gästframträdanden och annat arbete
- Mastiphal – Nocturnal Landscape (1994; trummor)
- Hermh – Crying Crown of Trees (1996; bas gitarr)
- December's Fire – Vae Victis (1996; sång)
- Hell-Born - Hell-Born (EP) (1996, sång)
- Damnation – Coronation (1997; basgitarr)
- Hefeystos – Psycho Cafe (1998; sång)
- Hell-Born - Hellblast (2001, sång)
- Hangover – Terrorbeer (2002; sång)[4]
- Vader – Revelations (2002; sång)[5]
- Mess Age – Self-Convicted (2002; sång)[6]
- Corruption – Orgasmusica (2003; sång)[7]
- Sweet Noise – Revolta (2003; sång)[8]
- Frontside – Teoria Konspiracji (2008; sång)[9]
- The Amenta – n0n (2008; vocals)[10]
- Ex Deo – Romulus (2009; sång)[11]
- Obscura - Retribution (2010, skribent)
- Vulgar – The Professional Blasphemy (2010; sång)[12]
- Czesław Śpiewa – Pop (2010; sång)[13]
- Root – Heritage of Satan (2011; sång)[14]
- Voodoo Gods – Shrunken Head[15] (2012; sång)
- Grzegorz Skawiński – Me & My Guitar (2012; gitarr)[16]
- Maciej Maleńczuk – Psychocountry (2012; sång)[17]
- Graveland - In the Glare of Burning Churches (2013, liner-noter)
- Ørganek - Czarna Madonna (2016, backsång)
- Brides of Lucifer - Self-titled album (2018, sångskrivare)
- Mayhem - De Mysteriis Dom. Sathanas (Vinyl Reissue) (2020, intervjuperson)
- Rome – The Lone Furrow (2020; sång)[18]
- Hell-Born - Natas Liah (2021, sång)
- Ibaraki - Rashomon (2022; sång)
- Scars of the Flesh - In Darkness Alone (2022, musik)